# Iassus extremus
Iassus extremus är en insektsart som beskrevs av Walker 1852. Iassus extremus ingår i släktet Iassus och familjen dvärgstritar. Inga underarter finns listade i Catalogue of Life.